# Saltströmmen

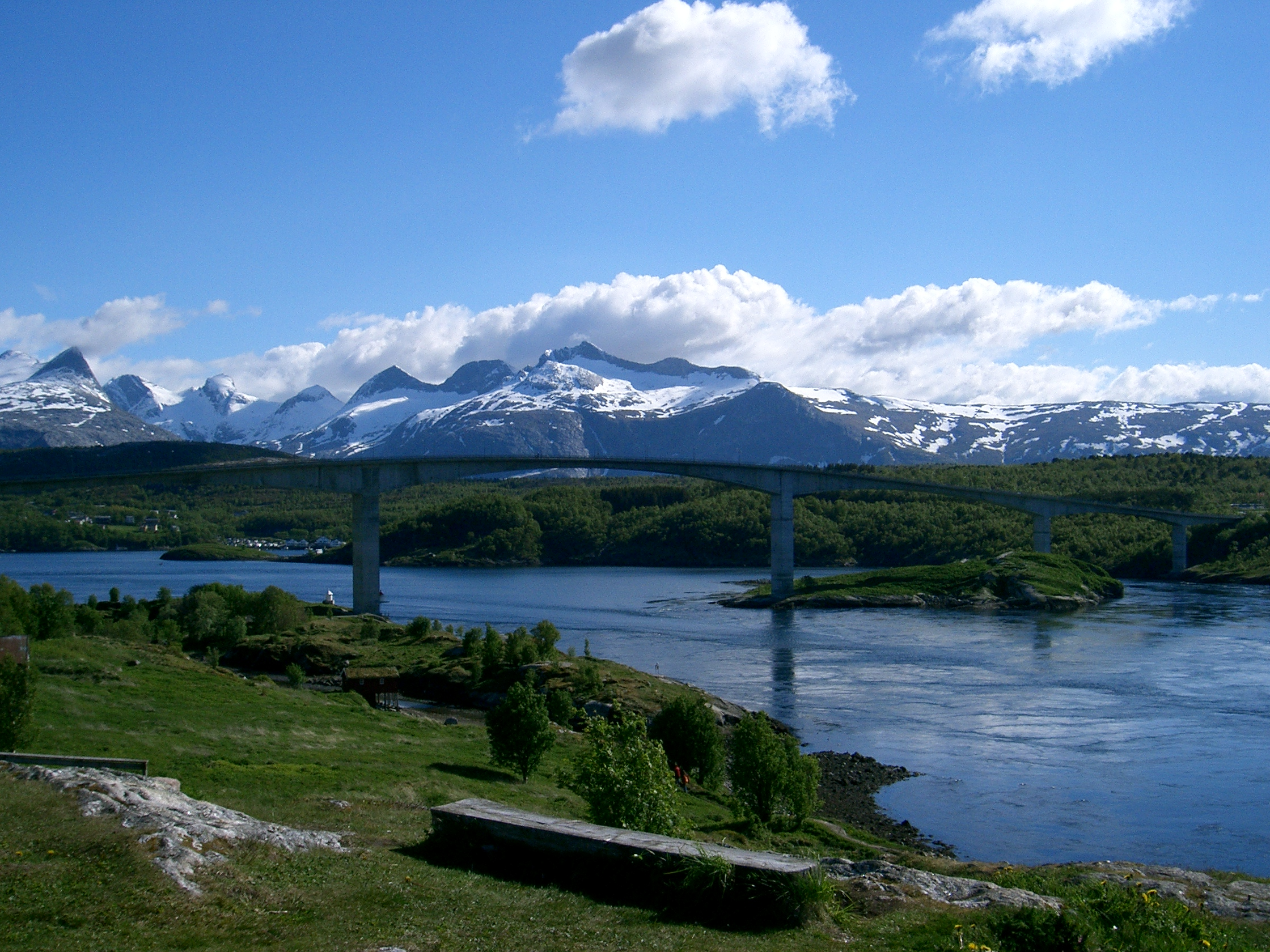
Saltströmmen

Saltströmmen (no. Saltstraumen) är världens starkaste tidvattenström och flyter mellan öarna Knaplundøya och Straumøya cirka 30 km söder om Bodø i Nord-Norge. Den förbinder Ytre Saltenfjord med Skjerstadfjorden (Indre Saltenfjord). Strömmen uppstår när tidvatten förflyttas mellan de båda fjordarna. Strömmen är 3 km lång och på det smalaste stället bara 150 m bred. Strömmens maximala hastighet är omkring 22 knop (40 km/h). Fartyg kan passera Saltstraumen under cirka 2 timmar efter varje ebb och flod. 
Vid nipflod passerar under cirka sex timmar 372 miljoner kubikmeter vatten genom en 150 meter bred och 31 meter djup passage. Höjdskillnaden på havsytan mellan in- och utsidan av det smala sundet kan då vara så mycket som 1 meter, och så kallad bore uppstår.
Saltströmmen har av National Geographic blivit utsedd till en av världens bästa platser för sportdykning. Orsaken till detta är det mycket artrika växt- och djurlivet i strömmen. Många fiskare besöker av samma anledning platsen. 

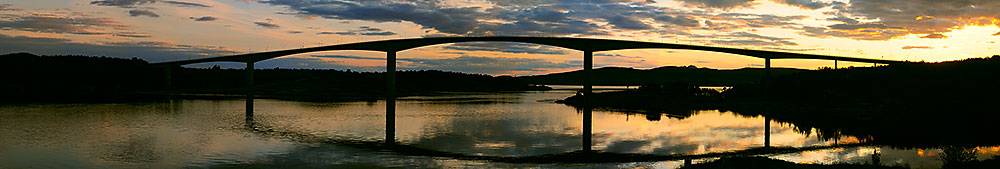
Bron sedd från östra sidan på midsommarafton kl. 01:15 då solen står rakt i norr, knappt dold av fjälltopparna.